# Epinephelinae
La sottofamiglia Epinephelinae (famiglia Serranidae) comprende numerose specie di pesci d'acqua salata, comunemente indicati come cernie; sono pesci di grosse dimensioni, generalmente di profondità, dalle carni pregiate.

## Etimologia
Il nome deriva dal tardo latino acernia, acerna. In inglese questi pesci sono noti come groupers, derivato dal portoghese garoupa, mentre nel Medio Oriente sono conosciuti come hammour. Il nome cernia è usato di solito per indicare gli appartenenti a due generi di pesci: Epinephelus e Mycteroperca. Oltre a questi però, vi sono anche specie più piccole (appartenenti ai generi Anyperidon, Cromileptes, Dermatolepis, Plectropomus, Gracila, Saloptia e Triso). Questi generi vengono tutti classificati nella sottofamiglia Epinephelinae (da epinaphelus, cioè "coperto di nubi").

## Denominazioni in varie aree italiane
La cernia è conosciuta, nelle varie regioni italiane, con nomi locali diversi:
| Regione        | Denominazione                            |
| -------------- | ---------------------------------------- |
| Lazio          | Zerola                                   |
| Liguria        | Anfouson, Lüxerna de scheuggio, Meo, Meu |
| Puglia         | Scotto                                   |
| Sicilia        | Perchia di mari, Scirenga, Cirenga       |
| Veneto         | Tenca de mar                             |
| Venezia Giulia | Tenca de mar                             |

## Descrizione
Le cernie sono pesci teleostei, e possiedono un tipico corpo compatto e una grande bocca. Non sono costituiti per il nuoto veloce sulle lunghe distanze, e le loro dimensioni possono facilmente superare il metro di lunghezza e i cento chilogrammi di peso, anche se all'interno di un così gran numero di specie queste misure possono variare considerevolmente. Le cernie preferiscono inghiottire la preda piuttosto che morderla e farla a pezzi; non possiedono molti denti al limitare delle mascelle, ma hanno invece, all'interno della faringe, pesanti placche dentarie adatte a rompere e triturare. Di solito le cernie si nutrono di pesci, polpi, granchi e gamberi. Si appostano in attesa di colpire, piuttosto che cacciare in acque aperte.
Questi animali, se di dimensioni notevoli, possono essere molto pericolosi: secondo il documentarista Graham Ferreira vi è almeno un caso documentato, in Mozambico, di un uomo ucciso da una cernia. Non si contano, poi, i racconti dei pescatori di perle aggrediti da voraci cernie giganti del Pacifico. La bocca e le branchie di questo animale formano un potentissimo sistema di aspirazione che "risucchia" una preda anche dalla distanza. Le cernie, inoltre, usano le loro fauci per scavare nella sabbia al fine di ripararsi sotto grandi rocce, espellendo la sabbia attraverso le loro branchie. I muscoli di queste ultime sono così potenti che è praticamente impossibile spingere una cernia fuori dal suo nascondiglio se questa si ancora e amplia i muscoli per bloccarsi.
Alcune specie possono crescere enormemente: la specie Epinephelus lanceolatus, ad esempio, può raggiungere dimensioni enormi, fino a 270 centimetri. Vi sono notizie riguardanti cernie grandi abbastanza da inghiottire un bagnante o un sommozzatore, anche se questo dovrebbe presupporre un'apertura della gola del diametro di circa 60 centimetri, troppo grande per una cernia anche di dimensioni eccezionali. Cernie di dimensioni straordinarie vennero comunque descritte, ad esempio, dallo scrittore Arthur C. Clarke, che ne avvistò una lunga venti piedi (6 metri circa) e larga quattro piedi (1 metro e trenta centimetri circa), che viveva in una piattaforma abbandonata lungo la costa dello Sri Lanka.

## Riproduzione

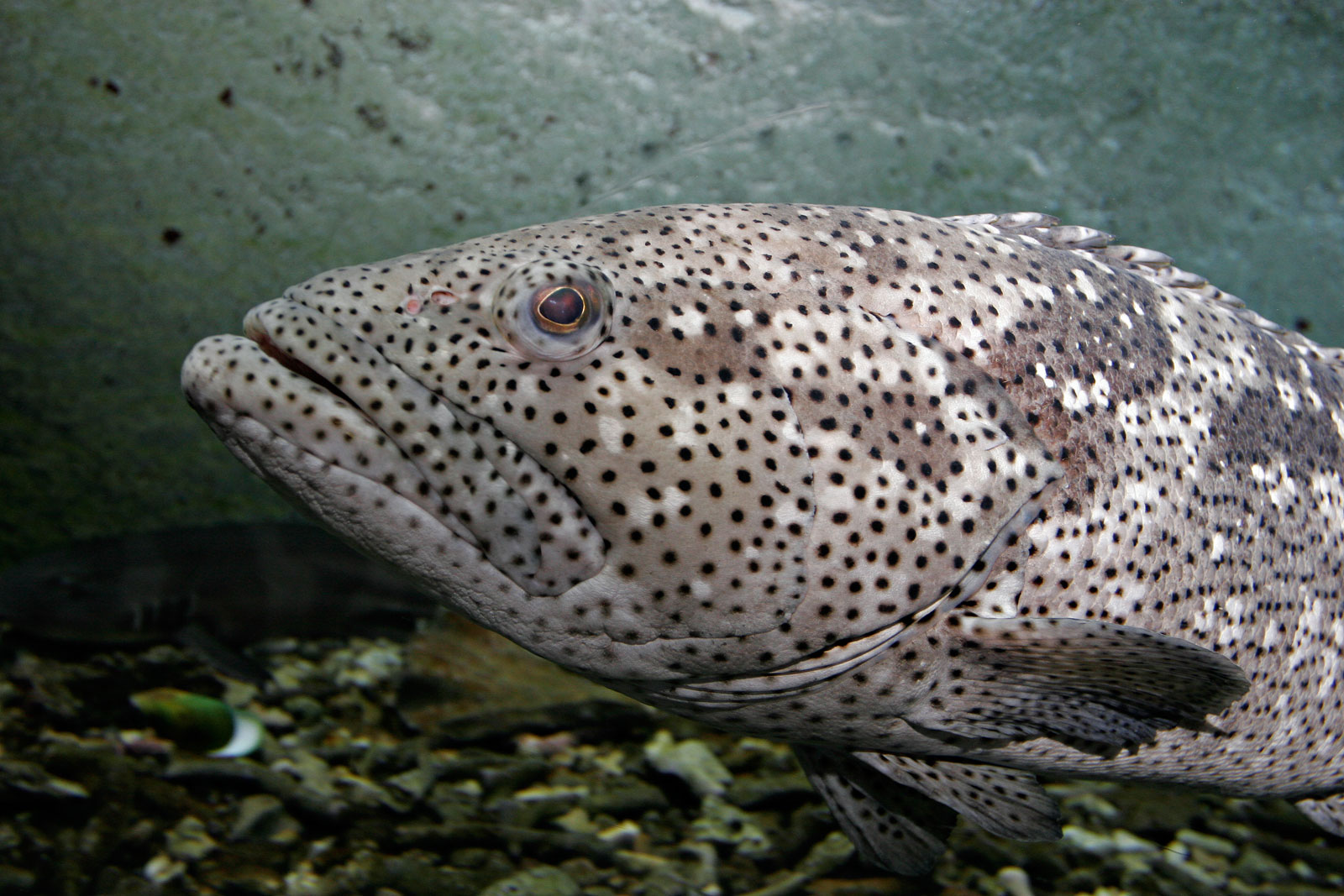
Cernia di Malabar (Epinephelus malabaricus), Acquario di Melbourne.

La maggior parte delle cernie genera uova tra maggio e agosto. Questi pesci sono ermafroditi proteroginici, ovvero i giovani sono in predominanza femmine, e si trasformano in maschi quando crescono. La crescita è di circa un chilogrammo all'anno, e generalmente le cernie rimangono adolescenti fino a quando raggiungono tre chilogrammi; a questo punto diventano femmine sviluppate. Verso i 10 - 12 chili avviene il cambiamento verso i maschi. Di solito, i maschi hanno un harem composto da un numero di femmine variabile da tre a quindici. Nel caso, molto raro, che nelle vicinanze non esista nessun maschio, la femmina di dimensioni maggiori si trasforma in tempi molto brevi. La maggior parte dei maschi appare molto più grande e aggressiva delle femmine.

## Sistematica
La sottofamiglia comprende i seguenti generi:
- Aethaloperca Fowler, 1904
- Alphestes Bloch & Schneider, 1801
- Anyperodon Günther, 1859
- Bathyanthias Günther, 1880
- Batrachus
- Cephalopholis Bloch & Schneider, 1801
- Chromileptes Swainson, 1839
- Dermatolepis Gill, 1861
- Epinephelus Bloch, 1793
- Gonioplectrus Gill, 1862
- Gracila Randall, 1964
- Hyporthodus Gill, 1861
- Jeboehlkia Robins, 1967
- Liopropoma Gill, 1861
- Mycteroperca Gill, 1862
- Niphon Cuvier, 1828
- Paranthias Guichenot, 1868
- Plectropomus Oken, 1817
- Rainfordia McCulloch, 1923
- Saloptia Smith, 1964
- Triso Randall, Johnson & Lowe, 1989
- Variola Swainson, 1839

## Le cernie e l'uomo
Molte cernie sono importanti sotto il profilo gastronomico e alcune sono diventate pesci d'allevamento. 
La maggior parte delle specie è molto popolare nella pesca, e alcune delle specie più piccole vengono tenute negli acquari, anche se il loro rapido aumento di dimensioni le rende pesci difficili da gestire.
Molto apprezzate per la qualità delle loro carni, unitamente alla scarsa presenza di lische, possono essere cucinate con cottura al forno o alla griglia. Sono particolarmente considerate da questo punto di vista le specie cernia bianca e cernia nera.